# Polypedates maculatus
Polypedates maculatus är en groddjursart som först beskrevs av Gray 1830.  Polypedates maculatus ingår i släktet Polypedates och familjen trädgrodor. IUCN kategoriserar arten globalt som livskraftig. Inga underarter finns listade i Catalogue of Life.